# Quintus Caecilius Metellus Creticus
Pour les articles homonymes, voir Caecilii Metelli.
Quintus Caecilius Metellus Creticus (ca 109 ou 114 av. J.-C. et mort en 55 av. J.-C.) est un homme politique romain. Il est le petit-fils de Quintus Caecilius Metellus Macedonicus.
Il est nommé praetor in 74 av. J.-C. puis élu pontifex à vie à partir de 73 av. J.-C.. En 69 av. J.-C., il est consul avec Quintus Hortensius Hortalus. En 68 av. J.-C., il débarque dans l'ouest de la Crète, foyer principal des nids de pirates avec la Cilicie, et livre une longue guerre de siège, avançant d'ouest en est afin de soumettre à l'autorité romaine toutes les poches de résistance, et rasant les villes qui lui résistent.
Les Crétois refusent même de traiter avec Metellus en raison de sa cruauté et préfèrent remettre leur capitulation à Pompée. Mais avec la prise de Hierapytna en -67, l'île est alors entièrement sous contrôle des Romains, et Metellus qui termine la pacification de l'île en -63. Cette guerre vaut à Metellus son cognomen « Creticus » (le crétois),.
À cause de la conspiration de Catilina, il ne peut faire son triomphe qu'en 62 av. J.-C. Il resta un farouche opposant à Pompée jusqu'à sa mort en 55 av. J.-C.